# Ronde van Guangxi (vrouwen)
Tegelijk met de manneneditie wordt er ook een wedstrijd verreden voor vrouwen. Zij rijden een eendagswedstrijd op de laatste dag van de mannenwedstrijd. In 2017 werd de eerste editie gewonnen door de Italiaanse Maria Vittoria Sperotto. De wedstrijd maakt sinds 2018 deel uit van de Women's World Tour.

## Erelijst
| Jaar                                            | Winnares                | Tweede          | Derde         |
| ----------------------------------------------- | ----------------------- | --------------- | ------------- |
| 2017                                            | Maria Vittoria Sperotto | Amy Cure        | Lucy Garner   |
| 2018                                            | Arlenis Sierra          | Hannah Barnes   | Sara Mustonen |
| 2019                                            | Chloe Hosking           | Alison Jackson  | Marianne Vos  |
| 2020-2022: niet verreden vanwege coronapandemie |                         |                 |               |
| 2023                                            | Daria Pikulik           | Chiara Consonni | Mia Griffin   |
| 2024                                            | Sandra Alonso           | Giada Borghesi  | Marta Lach    |

Mannen: 2017 · 2018 · 2019 · 2020 · 2021 · 2022 · 2023 · 2024 · 2025
Vrouwen: 2017 · 2018 · 2019 · 2020 · 2021 · 2022 · 2023 · 2024 · 2025
World Cup:
1998 · 
1999 · 
2000 · 
2001 · 
2002 · 
2003 · 
2004 · 
2005 · 
2006 · 
2007 · 
2008 · 
2009 · 
2010 · 
2011 · 
2012 · 
2013 · 
2014 · 
2015
World Tour:
2016 · 
2017 · 
2018 · 
2019 · 
2020 · 
2021 ·
2022 ·
2023 ·
2024 ·
2025
Huidige koersen:
Tour Down Under · Cadel Evans Great Ocean Road Race · Ronde van de Verenigde Arabische Emiraten · Omloop Het Nieuwsblad · Strade Bianche · Ronde van Drenthe · Trofeo Alfredo Binda · Classic Brugge-De Panne · Gent-Wevelgem · Ronde van Vlaanderen · Parijs-Roubaix · Amstel Gold Race · Waalse Pijl · Luik-Bastenaken-Luik · Ronde van Chongming · Ronde van het Baskenland · Ronde van Burgos · RideLondon Classique · The Women's Tour · Ronde van Zwitserland · Copenhagen Sprint · Giro Donne · Tour de France Femmes · Ronde van Scandinavië · Classic Lorient Agglomération · Simac Ladies Tour · La Vuelta Femenina · Ronde van Romandië · Ronde van Guangxi
Voormalige koersen:
Philadelphia Cycling Classic · Ronde van Californië · Emakumeen Bira · La Course by Le Tour de France · Open de Suède Vårgårda